# Рікоті
Рікоті (груз. რიკოთის უღელტეხილი) — гірський перевал у південній частині хребта Ліхі, відріг Великого Кавказу, який ділить Грузію на її західну та східну частини. Складений з палеозойських гранітоїдів, вкритих мішаними та листяними лісами колхидського типу. Перевалом проходить водорозділ Чорного моря (ріка Ріоні) та Каспійського (ріка Кура).

## Транспорт
Шосе Тбілісі—Кутаїсі, що з'єднує два великі міста Грузії, проходить через перевал у скелястому тунелі завдовжки 1722 м, який був побудований 1982 року. Роботи з реконструкції тунелю почалися 2010 року і закінчилися в листопаді 2011-го.

## Галерея

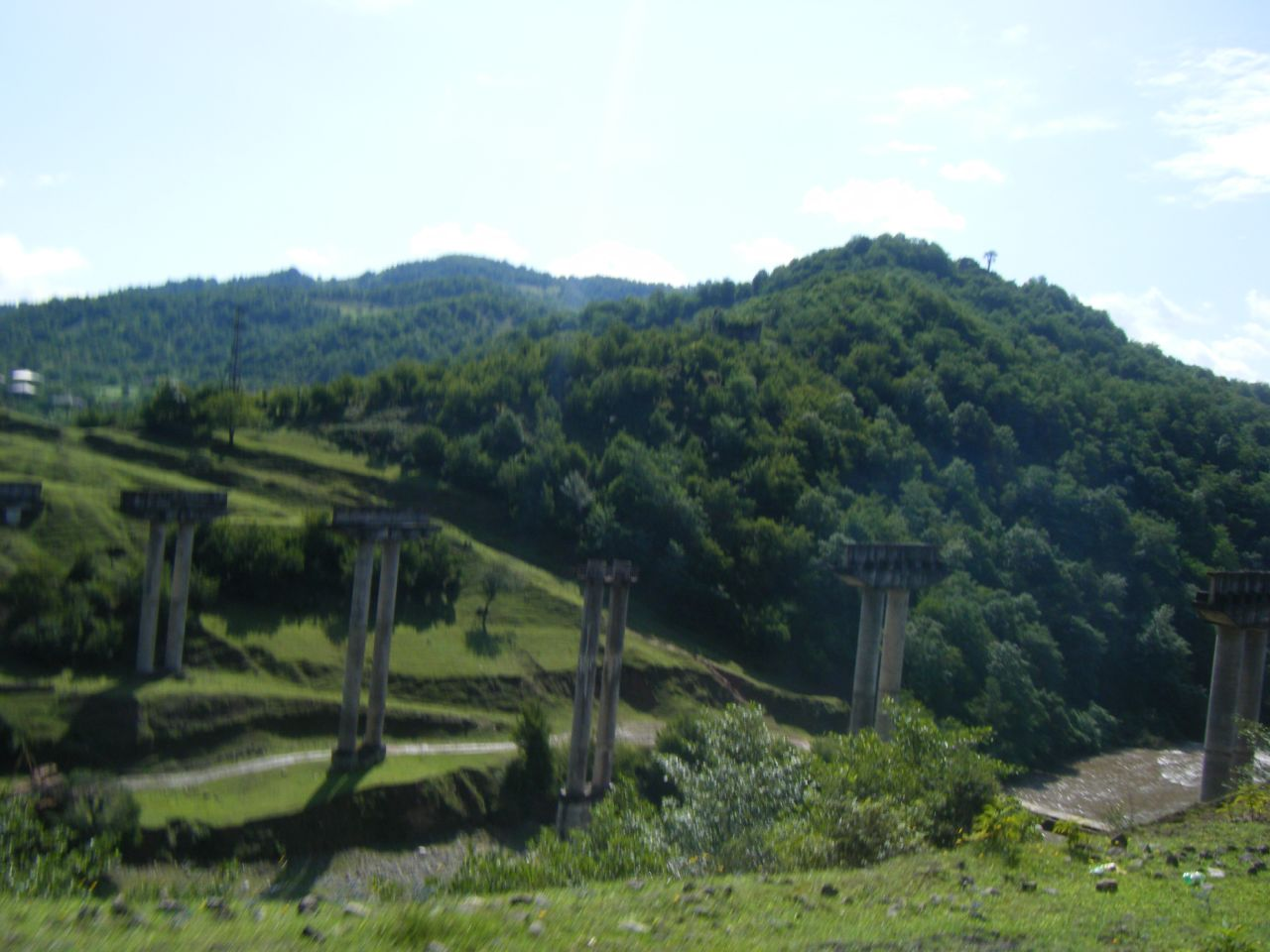
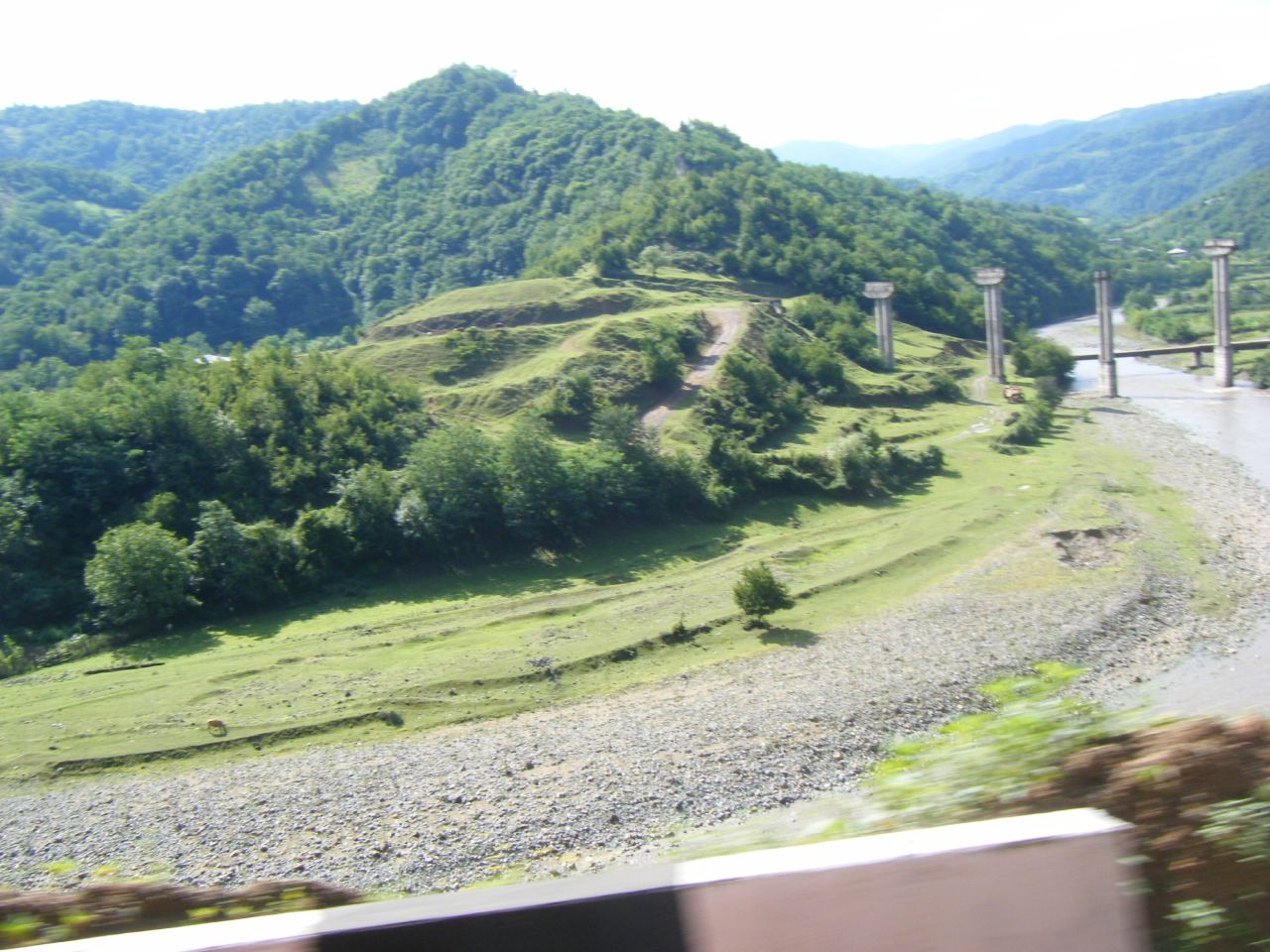
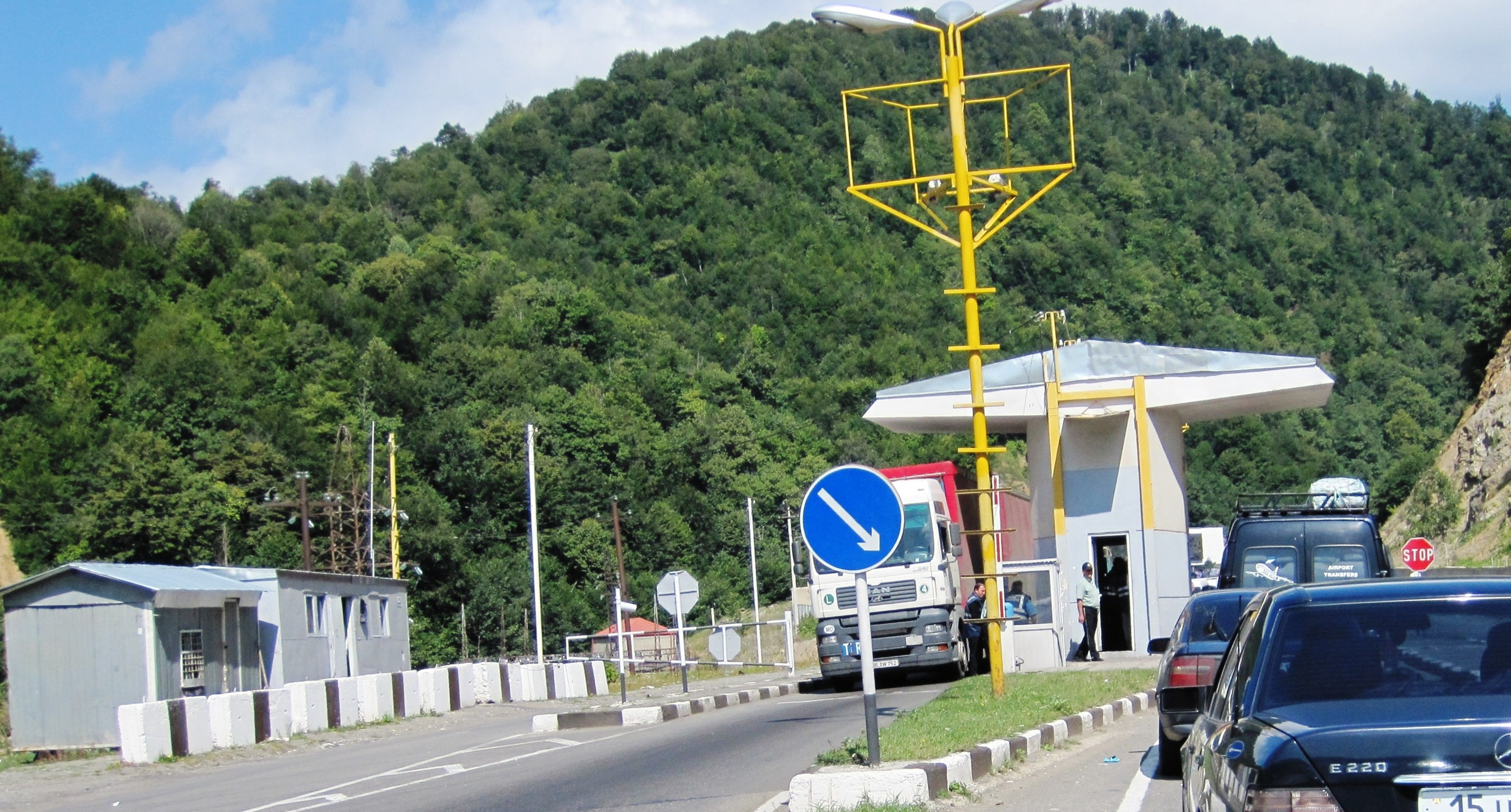
Шосе Тбілісі—Кутаїсі
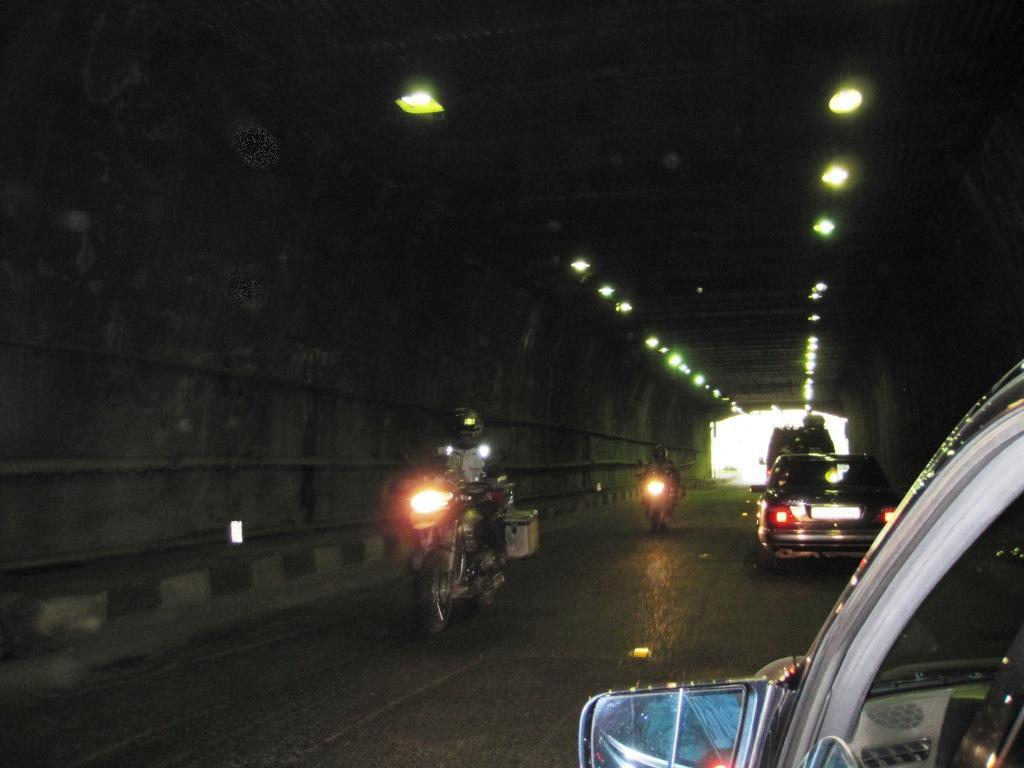
Проїзд через тунель